# Elvira de Ayala y Herrera
Elvira de Ayala y Herrera (siglo XV), fue una noble castellana, consorte del I Señor de Fuentidueña.

## Orígenes familiares
Elvira de Ayala y Herrera, fue hija de Pedro García de Herrera y Rojas, señor de Ampudia, que era hijo a su vez de Hernán García de Herrera, mariscal de Castilla, y de Inés de Rojas. Su madre, María de Ayala y Sarmiento, era hija de Fernán Pérez de Ayala, señor de Ayala, y de María de Sarmiento y Castilla, señora de Salinillas.

## Biografía
En 1446, Pedro de Luna y Manuel tomó posesión efectiva del Señorío de Fuentidueña, trasladando su residencia a un palacio que construyó junto al torreón de Poniente actualmente conocido como Puerta del Palacio. A partir de ese momento, dicho palacio fue la residencia familiar donde Elvira de Ayala y Herrera vivió muchos años y dio a luz a sus hijos.

## Muerte y sepultura
Elvira de Ayala y Herrera fue sepultada junto a su marido y varios de sus hijos en el convento de San Francisco de Fuentidueña.

## Matrimonio e hijos
Elvira de Ayala y Herrera contrajo matrimonio con Pedro de Luna y Manuel, I señor de Fuentidueña, con el que tuvo varios hijos:
- Álvaro de Luna y Ayala (1440-1519), II señor de Fuentidueña.[4]
- María de Luna y Ayala ( ¿? -1530), casada con Enrique Enríquez de Quiñones, I señor de Orce.[1]